# Nyzowe
Nyzowe (ukr. Низове) – wieś na Ukrainie, w obwodzie kirowohradzkim, w rejonie hołowaniwskim, w hromadzie Nadłak. W 2001 liczyła 104 mieszkańców, spośród których 96 wskazało jako ojczysty język ukraiński, a 8 rosyjski.